# Bataille d'Argenta Gap
Campagne d'Italie de la Seconde Guerre mondiale
Batailles
Invasion de la Sicile
- Lampedusa
- Corkscrew
- Mincemeat
- Barclay
- Animals
- Chestnut
- Narcissus
- Fustian
- Ladbroke
- Gela
- Troina
- Centuripe

Invasion de l'Italie
- Baytown
- Avalanche
- Rome
- Slapstick
- Armistice de Cassibile
- Achse
- Naples
- Bombardement du Vatican
- Ligne Volturno
- Libération de la Corse
- Ligne Barbara
- Bombardement de Bari

Ligne Gustave
- Ligne Bernhardt
- Raincoat
- San Pietro Infine
- Rivière Moro
- Ortona
- Rivière Rapido
- Monte Cassino
- Shingle
- Cisterna
- Diadem
- Strangle
- Ligne Trasimene
- Libération de Rome
- Ancône
- Brassard

Ligne gothique
- Rimini
- Saint-Marin
- Gemmano
- Montecieco
- Monte Castello
- Garfagnana

Offensive du printemps 1945
- Tombola
- Bowler
- Roast
- Bologne
- Argenta Gap
- Herring
- Collecchio

Guerre civile italienne
La bataille d'Argenta Gap est un engagement de l'offensive du printemps 1945 pendant la campagne d'Italie dans les dernières étapes de la Seconde Guerre mondiale, s'étant déroulé dans le nord de l'Italie du 12 au 19 avril 1945 entre les troupes du Ve corps britannique commandées par lieutenant général Charles Keightley et les unités allemandes du 76e corps de blindés commandées par le lieutenant général (General der Panzertruppe) Gerhard von Schwerin.